# عزة هيكل
عزة أحمد هيكل، أديبة وكاتبة مصريه وأستاذة الأدب المقارن وناشطة في حقوق المرأة، ولدت في الرابع والعشرين من سبتمبر عام 1959، بمحافظة الجيزة، تشغل منصب عميد كلية اللغة والإعلام، الأكاديمية العربية للعلوم والتكنولوجيا، وعضو المجلس القومي للمرأة ورئيس اللجنة الثقافية بالمجلس.
وهي ابنة الدكتور أحمد هيكل وزير الثقافة السابق والذي كان عميد لكلية دار العلوم، وأيضا هو الكاتب والأديب والحاصل على جائزة الدولة التشجيعية عام 1970 والتقديرية 1984، ووالدتها السيدة عطيات حافظ أول فتاة مصرية تلتحق بكلية العلوم وهي أخت لثلاث أشقاء وصلوا إلى درجات متميزة في العلم، وهم الدكتورة علا أستاذ الأدوية والسموم بالجامعة الألمانية والمركز القومي للبحوث والمهندس أشرف ويعمل مهندسا استشاريا بشركة (إم بى) والشقيق الثالث هو الطبيب أيمن ويعمل أستاذا مساعدا بكلية طب قصر العينى.

## المؤهلات.
- ليسانس آداب إنجليزي – جامعة القاهرة، عام (1981).[3]
- ماجستير في القصة القصيرة - كلية آداب – جامعة القاهرة - بتقدير امتياز، عام (1986).
- دكتوراة في الرواية الأنجليزية – كلية الآداب - جامعة القاهرة - بتقدير امتياز مع مرتبة الشرف، عام (1991).
- أستاذ الأدب المقارن (2006).[3]
- أستاذ مشارك بجامعة كنت وبرونيل بالمملكة المتحدة.

## الوظائف العلمية.
- معيدة بكلية التربية - قسم اللغة الإنجليزية – جامعة الفيوم، عام (1984).
- التدريس بمعهد إعداد القادة بالجزيرة منذ عام 1998.
- الترجمة والمراجعة لمجلة «دراسات سكانية» التي يصدرها المجلس القومى للسكان، في الفترة من عام 1993 حتى عام 1998.
- تصميم وتطوير برامج اللغة الإنجليزية للتخصصات المختلفة في مجال الحاسب والبنوك والإدارة والاتصالات.
- الإشراف الداخلى على بعض رسائل ماجستير في كلية الألسن، جامعة عين شمس.
- مدرس - أكاديمية السادات للعلوم الإدارية عام (1985 -1991).
- رئيس قسم اللغة الإنجليزية - أكاديمية السادات، عام (1991 - 1995).
- مدرس بكلية الالسن - قسم اللغة الإنجليزية – جامعة عين شمس، عام (1990 – 2008).
- مدرس بكلية اللغات والترجمة - قسم الإنجليزي – جامعة 6 أكتوبر- إعارة (1996 – 2000).
- عملت كمذيعة وصحفيه.

### التدريس بعدة كليات
- كلية التجارة - جامعة عين شمس الشعبة الإنجليزي.
- كلية التجارة – جامعة القاهرة الشعبة الإنجليزي.
- كلية الإعلام - جامعة القاهرة والقسم الإنجليزي.
- الأكاديمية الدولية لعلوم الإعلام – مدينة الإنتاج الإعلامي.

## الخبرات الثقافية.[3]
• عضو المجلس القومي للمرأة – مقرر لجنة العلاقات الدولية ثم اللجنة الثقافية (عام 2012).
• عضو اتحاد الكاتبات المصريات منذ (عام 1995).
• عضو المجالس القومية المتخصصة.
• عضو المجلس الأعلي للثقافة – لجنة النقد ثم لجنة الإعلام.
• عضو لجنة التحكيم بمهرجان القاهرة الدولي للإذاعة والتلفزيون (1998 – 2010.).
• كاتبة بعدد من الصحف والمجلات المصرية والعربية والإنجليزية.
• لها عدة أبحاث ومقالات في المجلات والدوريات المصرية والعربية والإنجليزية والمؤتمرات الدولية.
• مقال أسبوعي في جريدة الوفد مند عام 1992.
• المشاركة في العديد من البرامج التلفزيونية والإذاعية.
• تقديم برنامج يومي بإذاعة الشرق الأوسط.

### من مؤلفاتها.[3]
• كتاب ملامح امراة مصرية – مكتبة الأسرة (2000).
• ديوان نعم أني مصرية – هيئة الكتاب (2002).
• مجموعة قصصية امراة من زمن أت - هيئة الكتاب (2003).
• في الأدب المقارن - هيئة الكتاب (2004).
• تحرير الرجل – نهضة مصر (2006).
• ديوان رجل تاه - - هيئة الكتاب (2008).

### الهيئات التي تنتمى إليها.[4]
- عضو لجان التحكيم في مهرجان الإذاعة والتلفزيون.
- إلقاء الشعر وإقامة الندوا الثقافية بأكاديمية السادات وكلية الألسن.
- كتابة مقال أسبوعى في جريدة الوفد في النقد الدرامى والفنى منذ عام 1990 حتى 2005.
- عضو اتحاد الكتاتبات المصريات منذ عام 2000.
- القاء عدد 3 أبحاث في الندوات والمؤتمرات الدولية عن الآدب المقارن بجامعة القاهرة.
- الاشتراك في العديد من الندوات والمؤتمرات المحلية والعالمية الخاصة والنقد والتعليم.
- عضو لجنة الدراسات الأدبية بالمجلس الأعلى للثقافة.

### الجوائز والأوسمة.
- درع كلية الإنسانيات بجامعة قطر، عام 1994.
- تكريم جامعة قطر لنشاطى الثقافى، عام 1995.
- تكريم وزير الشباب القطرى بنادى الجسرة الثقافى، عام 1996.
- تكريم وزير الثقافة المصرى بالإسكندرية، عام 1998.
- تكريم نادى الأدب بالمنيا، عام 1999.
- درع اتحاد طلاب كلية الآداب بقنا، جامعة جنوب الوادى، عام 1999.
- درع فارس من الهيئة العامة لقصور الثقافة، عام 2000.
- درع محافظة أسوان في احتفالية العقاد، عام 2000.
- درع كلية الآداب بجامعة أسيوط، عام 2000.
- درع كلية الآداب بسوهاج، جامعة جنوب الوادى، عام 2000
- تكريم جامعة المنيا لدورى في إنجاح أسبوع شباب الجامعات، عام 2001.
- درع جامعة الأزهر الشريف، عام 2001.
- درع من كلية الآداب بالخرطوم، عام 2005.
- درع من جامعة السابع من أبريل بليبيا، عام 2005.

## أهم إلانجازات.
إنشاء ووضع مناهج معتمدة لأول كلية متخصصة في مصر والشرق الأوسط تجمع بين دراسة باللغة العربية والأنجليزية والأسبانية، وكذلك دراسة الاعلام والتواصل الاجتماعى منذ عام 2012، لتخريج أول دفعة في 2016 بالأكاديمية العربية، أحد منظمات جامعة الدول العربية